# Francisco Ortiz
Francisco Ortiz (Madrid, 10 giugno 1986) è un attore spagnolo, noto principalmente per il ruolo di Bosco nella soap opera Il segreto.

## Biografia
Ortiz si formò come attore alla Real Escuela Superior de Arte Dramático di Madrid. Iniziò la sua carriera nel 2011, interpretando il ruolo di López nello spettacolo teatrale Naranjas Exprimidas, diretto da Raúl Fuertes e Carlos Silveira, per il quale ottenne una nomination ai Premios Max 2011 nella categoria mejor espectáculo revelación. In seguito partecipò a Saltar sin Red (2011) e La noche toledana (2013), entrambi prodotti dalla Joven Compañía Nacional de Teatro Clásico.
A teatro è però noto principalmente per il ruolo di Don Rodrigo in El Caballero de Olmedo (2014), diretto da Lluís Pasqual. Nello stesso anno debuttò in televisione, interpretando il ruolo principale di Bosco Montenegro nella soap opera Il segreto (El secreto de Puente Viejo). Dopo la morte del suo personaggio nel 2016, partecipò alla serie televisiva El Caso: Crónica de sucesos nel ruolo di Miguel Montenegro Lázaro. Ortiz è legato sentimentalmente all'attrice Carlota Baró, conosciuta sul set de Il segreto.
Nel 2024 è il protagonista del film Apocalisse Z: l'inizio della fine.

## Filmografia

### Cinema
- Apocalisse Z: l'inizio della fine (Apocalipsis Z: El principio del fin), regia di Carles Torrens (2024)

### Televisione
- Il segreto (El secreto de Puente Viejo) - soap opera, 396 episodi (2014-2016)
- El Caso: Crónica de sucesos - serie TV, 13 episodi (2016)
- Cuéntame cómo pasó - serie TV, 1 episodio (2017)
- Per sempre (Amar es para siempre) - serie TV, 250 episodi (2018-2019)
- Secretos de Estado - serie TV, 13 episodi (2019)
- El Cid - serie TV, 10 episodi (2020-2021)

## Teatro
- Naranjas Exprimidas (2011)
- Saltar sin red (2011)
- La noche toledana (2013)
- El Caballero de Olmedo (2014)
- Los vencejos no sonríen (2015)